# Женщина в пламени
«Женщина в пламени» (Die flambierte Frau, буквально «Обожженная женщина») — немецкий фильм 1983 года режиссёра Роберта ван Акерена.
Фильм выдвигался от ФРГ на кинопремию «Оскар» в категории «Лучший фильм на иностранном языке», но не получил номинации.

## Сюжет
Ева, домохозяйка из высшего класса, расстаётся с мужем. Из-за разочарований отношениями и скуки она находит заманчивой идею поработать проституткой. С помощью своей подруги Ивонны она начинает встречаться с изысканным кругом клиентов. После того, как Ева случайно открывает для себя мир БДСМ, она становится успешной доминой. В окружении своих коллег она встречает и заводит роман с Крисом, жиголо — проституткой-бисексуалом. Она переезжает в его пентхаус, достаточно большой, чтобы оба могли оказывать свои услуги в нём — он на нижнем этаже, она на верхнем. По мере того, как Крис понимает, что его подруга очень успешна в качестве домины, он становится всё более ревнивым и не может преодолеть свою неприязнь к садомазохистским услугам Евы. Ева, в свою очередь, ревнует Криса к одному из его клиентов, богатому торговцу антиквариатом. Чтобы окончательно привлечь к себе Еву, Крис начинает говорить о женитьбе и ребёнке. Отношения пары всё больше накаляются, когда Ева описывает Крису свою мечту подчинить его и ударить при этом, а Крис вопреки мнению Евы вкладывает их общие деньги в покупку ресторана. В одну из ссор у Криса сдают нервы, он избивает Еву и, облив спиртом, поджигает её… однако, в финальной сцене фильма Ева смеясь выходит под руку с «мамочкой» Ивоной из ресторана Криса.

## В ролях
- Гудрун Ландгребе — Ева
- Матьё Каррьер — Крис
- Габриэла Лафари — Ивона
- Ханнс Цишлер — Курт
- Маттиас Фукс — Маркус
- и другие

## Критика
Фильм стал одним из самых кассовых фильмов Германии.
Хотя фильм заявлен как драма, критика без труда увидела в нём сатиру и чёрную комедию:

Сатирическая черная комедия, атакующая лживые буржуазные манеры и злоупотребление чувствами— Lexikon des internationalen Films

«Женщина в огне», кажется мне гораздо смешнее, чем она намеревается быть, хотя это и не очень весело. Как сатира, она настолько замедленная, что любой человек с половиной мозга опережает ее задолго до ее любопытной предпоследней сцены.
Фильм был воспринят очень серьезно за границей как язвительная насмешка над ценностями среднего класса, хотя ценности, которые он высмеивает, уже были высмеяны более тщательно и более остроумно другими кинематографистами, включая, среди прочих, «Замужество Марии Браун» Фассбиндера. Фильм носит очень мертвую кастрюлю, но без особого остроумия выглядит как слегка извращённая романтическая комедия.
Оригинальный текст (англ.)A Woman in Flames, which opens today at the Plaza Theater, strikes me as being a lot funnier than it intends to be, though it’s not much fun. As a satire it’s so slow-motion that anyone with half a brain is ahead of it long before its curious penultimate sequence.

A Woman in Flames has been taken very seriously abroad as a scathing send-up of middle-class values, though the values it sends up have already been sent up more thoroughly and more wittily by other film makers, including Mr. Fassbinder in The Marriage of Maria Braun, among other films. A Woman in Flames wears a very dead pan, but without much wit the movie looks like a slightly warped romantic comedy.
— Винсент Кэнби, New York Times

Это своего рода сатира без смеха на всепроникающую потребительскую этику Западной Германии, которая перемежается одним моментом невероятной страсти, упомянутым в названии. Это интересная стратегия, но как только Ван Акерен ее осуществил, она не имеет большого резонанса—ему не хватает привязанности к своим персонажам, которая могла бы сделать его историю более чем уроком аморальности.
Оригинальный текст (фр.)it’s sort of a satire without laughs on the all-pervasiveness of West Germany’s consumer ethic—which is punctuated by the one moment of incredible passion alluded to in the title. It’s an interesting strategy, but once van Ackeren has brought it off, it doesn’t have much resonance—he lacks the attachment to his characters that might have made his story more than an amorality lesson.
— Дэйв Кер, Chicago Reader

Ван Акерен бросает холодный взгляд на немецкий средний класс, для которого послевоенное процветание принесло надежды на комфорт, культуру и чистый секс. Речь идет не о проституции. Что это такое, трудно понять, ибо сексуальная политика и психология сложны, а изменения в тоне — от плотской комедии к трагедии — драматичны. Но для Евы речь идет об эмоциональной и экономической свободе, купленной сексуальными благами и слишком драгоценной, чтобы сдаться даже безвредному империализму любви Криса.
Оригинальный текст (англ.)Van Ackeren casts a cold eye upon the German middle classes, for whom post-war prosperity has brought expectations of comfort, culture and sterile sex. The subject is not prostitution. Quite what it is, is hard to fathom, for the sexual politics and psychology are complex, and the shifts in tone — from carnal comedy to tragedy — dramatic. But for Eva it is about emotional and economic freedom, bought with sexual favours and too precious to surrender, even to the benign imperialism of Chris' love.
— Time Out